# Stéphane Lannoy
Pour les articles homonymes, voir Lannoy (homonymie).
Stéphane Lannoy, né le 18 septembre 1969 à Boulogne-sur-Mer, est un arbitre, ancien arbitre international français de football. Il a été nommé arbitre de la fédération en 1998. Son club d'appartenance est La Capelle-lès-Boulogne.

## Biographie
Il joue au football jusqu'à ses 20 ans, mais, ne se considérant pas au niveau pour une carrière professionnelle, il se tourne vers l'arbitrage.
Il est sélectionné pour officier en tant que quatrième arbitre pendant l'Euro 2008, et pour officier en tant qu'arbitre principal pendant le tournoi de football des Jeux olympiques d'été de 2008 à Pékin, où il est accompagné de ses deux arbitres assistants Éric Dansault et Frédéric Cano.
En 2008, 2010 et 2012, il reçoit le Trophée UNFP du meilleur arbitre de la Ligue 1.
Il est sélectionné pour officier au Nigeria lors du Mondial des moins de dix-sept ans 2009, assisté d'Éric Dansault et de Laurent Ugo. Il prend part à trois matches, dont un huitième de finale opposant l'Iran à l'Uruguay.
Il fait partie de la liste des trente-huit arbitres présélectionnés pour participer à la Coupe du monde 2010, puis est retenu dans la liste des trente sélectionnés. Il officie lors du match Pays-Bas – Danemark, le 14 juin, et lors de Brésil – Côte d'Ivoire le 20 juin. Il a par ailleurs été désigné deux autres fois quatrième arbitre lors de cette compétition, lors d'Italie – Slovaquie et de Pays-Bas – Slovaquie (huitième de finale). Il est désigné le 20 décembre 2011 par l'UEFA pour officier lors du championnat d'Europe 2012. Stéphane Lannoy sera l’arbitre principal de la finale de la Coupe de la Ligue.
La Direction Nationale de l’Arbitrage a désigné Stéphane Lannoy pour arbitrer la finale de la Coupe de la Ligue. L’arbitre international sera assisté de Frédéric Cano et Eric Dansault. Lionel Jaffredo sera le quatrième arbitre.
Après une première lors de l’édition 2010 où il était assisté de Laurent Ugo et Eric Dansault, Stéphane Lannoy arbitrera donc pour la deuxième fois de sa carrière une finale de la Coupe de la Ligue.
Stéphane Lannoy fait partie des 12 arbitres retenus par l'UEFA pour la phase finale de l’Euro 2012. Frédéric Cano et Eric Dansault sont également sélectionnés. Ce dernier, blessé lors des tests physiques, ne participera pas à la compétition et sera remplacé par Michaël Annonier, arbitre assistant de réserve. Le trio a arbitré trois matchs (+1 en tant que 4e arbitre pour Stéphane Lannoy), dont la demi-finale opposant l'Italie à l'Allemagne. C'est ce même trio (Lannoy/Cano/Annonier) qui sera présélectionné par la FIFA en octobre 2012 pour officier lors de la Coupe du monde 2014.
Il a été élu meilleur arbitre de Ligue 1 au terme de la saison 2011-2012, accompagné de ses assistants Eric Dansault et Frédéric Cano.
Il a été nommé par le conseil de ligue du 2 juillet 2014 président de la commission régionale des arbitres de la ligue du Nord-Pas de Calais de football en remplacement de Johnny Merlot. Fin 2014, atteint par la limite d'âge, il quitte la liste FIFA des arbitres internationaux français.
Le 15 septembre 2019, après avoir quitté la ligue des Hauts-de-France, il rejoint la FFF pour devenir directeur technique adjoint à l'arbitrage chargé du secteur international et de l'assistance vidéo.
Le 29 novembre 2019, il participe en tant qu'intervenant auprès d'étudiants de l'EDHEC dans le cadre de la chaire Leadership Development.
Depuis le 1er janvier 2023, il est Directeur de l'Arbitrage à la FFF en tant que responsable de l'arbitrage professionnel.

## Statistiques
| Saison    | Compétitions      | Nbre de matchs | Cartons jaunes | Cartons rouges |
| --------- | ----------------- | -------------- | -------------- | -------------- |
| 2006-2007 | Coupe de la Ligue | 1              | 3              | 0              |
| 2006-2007 | Ligue 1           | 18             | 69             | 4              |
| 2006-2007 | Ligue 2           | 4              | 6              | 0              |
| 2007-2008 | Coupe de la Ligue | 2              | 6              | 2              |
| 2007-2008 | Ligue 1           | 18             | 62             | 4              |
| 2007-2008 | Ligue 2           | 6              | 22             | 0              |
| 2008-2009 | Coupe de la Ligue | 1              | 0              | 0              |
| 2008-2009 | Ligue 1           | 17             | 68             | 4              |
| 2008-2009 | Ligue 2           | 4              | 20             | 1              |
| 2009-2010 | Coupe de la Ligue | 1              | 4              | 0              |
| 2009-2010 | Ligue 1           | 12             | 37             | 4              |
| 2009-2010 | Ligue 2           | 5              | 13             | 1              |